# Inclusio
Inclusio är en retorisk stilfigur där en text, ett tal eller en litterär passage ramas in genom att börja och avsluta med samma ord, fras eller idé. Syftet är att skapa en känsla av helhet, struktur och eftertryck. Stilfiguren används ofta för att förstärka budskapet och ge en känsla av symmetri och avslutning. Inclusio har använts sedan antiken och återfinns i såväl religiösa som politiska och litterära sammanhang.

## Ursprung och historia
Begreppet inclusio härstammar från latin och betyder "inkludering" eller "omslutning". Stilfiguren har använts i retorik och litteratur sedan antiken där den återfinns i såväl klassiska grekiska och romerska texter som i Bibeln. Retoriker som Aristoteles och Quintilianus har beskrivit vikten av strukturerade upprepningar för att förstärka en texts påverkan på mottagaren.

## Användning
Inclusio används i en rad olika sammanhang bland annat i talekonst, poesi, religiösa texter och politiska tal. I religiösa texter används inclusio ofta för att markera viktiga teman eller betona centrala läror och inom politiska tal kan stilfiguren användas för att rama in ett budskap och göra det mer slagkraftigt. Genom att återkomma till samma formulering i början och slutet skapas en känsla av avslutning och helhet vilket stärker det retoriska intrycket och skapar en känslomässig koppling till publiken. Det kan även hjälpa åhöraren att minnas budskapet bättre.

## Exempel på användning
Ett känt exempel på inclusio finns i Winston Churchills berömda tal från 1940, där han säger:
"We shall fight on the beaches, we shall fight on the landing grounds, we shall fight in the fields and in the streets, we shall fight in the hills; we shall never surrender." Genom att börja och avsluta med variationer på temat "we shall fight" och "we shall never surrender" skapas en retorisk enhet som förstärker budskapet.
Ett annat mycket berömt exempel är Martin Luther King Jr:s "I Have a Dream"-tal (1963) där han upprepar frasen "I have a dream" vid flera tillfällen och även avslutar med en variation på samma vision.
Ytterligare ett exempel är Psaltaren i Bibeln där vissa psalmer inleds och avslutas med samma lovprisning.